# Philippe Knaepen
Philippe Knaepen, né le 3 mars 1967 à Sint Truiden est un homme politique belge wallon, membre du MR. 

## Carrière politique
- Président des JRL de Watermael-Boitsfort.
- Président National des Etudiants Libéraux 1991-1992.
- Échevin de la commune de Pont-à-Celles (depuis le 2 janvier 2001 - jusqu'au 17 juin 2014).
- Échevin de la commune de Pont-à-Celles (en titre depuis le 18 juin 2014).
- Député wallon depuis du 17 juin 2014 au 25 juin 2019.
  - Député de la Communauté française de Belgique jusque 2019.
- Conseiller communal de décembre 2018 à janvier 2021.
- Échevin de la commune de Pont-à-Celles de janvier 2021 au 1er décembre 2024.
- Bourgmestre de la commune de Pont-à-Celles du 2 décembre 2024 à aujourd'hui.